# Mirandol-Bourgnounac
Mirandol-Bourgnounac – miejscowość i gmina we Francji, w regionie Oksytania, w departamencie Tarn. Przez gminę przepływa rzeka Viaur. 
Według danych na rok 1990 gminę zamieszkiwało 1110 osób, a gęstość zaludnienia wynosiła 29 osób/km² (wśród 3020 gmin regionu Midi-Pireneje Mirandol-Bourgnounac plasuje się na 308. miejscu pod względem liczby ludności, natomiast pod względem powierzchni na miejscu 181.).